# Varanus kordensis
Espèce
Synonymes
- Monitor kordensis Meyer, 1874

Statut CITES
Varanus kordensis est une espèce de sauriens de la famille des Varanidae.

## Répartition
Cette espèce est endémique d'Indonésie. Elle se rencontre dans les îles Schouten et en Nouvelle-Guinée occidentale.

## Publication originale
- Meyer, 1874 : Eine Mittheilung von Hrn. Dr. Adolf Bernhard Meyer über die von ihm auf Neu-Guinea und den. Inseln Jobi, Mysore und Mafoor im Jahre 1873 gesammelten Amphibien. Monatsberichte der Königlichen Akademie der Wissenschaften zu Berlin, vol. 1874, p. 128-140 (texte intégral).